# فرخ تمیمی
فرخ تمیمی (زاده ۱۱ بهمن ۱۳۱۲ خورشیدی در نیشابور - درگذشته ۲۳ اسفند ۱۳۸۱ تهران)، از شاعران معاصر ایران است.

## زندگی
فرخ تمیمی فرزند میرزا محمد خان طالقانی از مردم طالقان و از خویشاوندان ابراهیم حشمت طالقانی، همرزم میرزا کوچک خان جنگلی بود. پدرش در جریان انقلاب مشروطه و در هنگام زمامداری محمدولی خان تنکابنی با سران نهضت جنگل تماس نزدیک داشت و یکی از آزادی‌خواهان و نویسندگان کمیته انقلاب مشروطیت رشت به‌شمار می‌رفت و از سوی حکومت دو بار مأمور مذاکره با سران نهضت جنگل شد.
فرخ تمیمی در سن دو سالگی پدرش را از دست داد و زیر نظر مادرش «نصرت‌السلطنه مقدم مراغه‌ای» در تهران بزرگ شد. او دوره‌های ابتدایی و متوسطه را در دبستان تمدن و دبیرستان دارالفنون گذراند.
در سال ۱۳۴۶ رشته حسابداری و امور مالی را به پایان رساند. سپس به مدیریت حسابرسی و ریاست قسمت حسابداری کارخانجات و شرکت‌های مختلفی رسید.
فرخ به زبان انگلیسی در حد بالایی تسلط داشت و گه گاه به ترجمه شعر، مقاله و کتاب نیز می‌پرداخت. از او شش جلد کتاب ترجمه یا تألیف برجای مانده‌است.

## آثار شعری
مجوعه‌های زیر را فرخ تمیمی منتشر کرده‌است:
- آغوش (۱۳۳۵)
- سرزمین پاک (۱۳۴۱)
- خسته از بی‌رنگی تکرار (۱۳۴۰)
- دیدار (۱۳۵۰)
- از سرزمین آینه و سنگ (۱۳۵۶)
- گزینه اشعار (۱۳۶۹)

## ترجمه‌ها
ترجمه‌های او از این قرارند:
- مردان پوک (شعر تی.اس. الیوت همراه با تحلیل اُ. اِف کائیل، مجلهٔ بنیاد سال ۲ ش ۱۶ تیر۱۳۵۷. ص ۲۴-۲۶-۸۰-۸۱)
- دنیا از چشم هسه (گزین گویه‌های هرمان هسه، مجلهٔ دنیای سخن، ش ۲۵ فروردین ۱۳۶۸ص. ۷۹–۷۸)
- ازرا پاوند (دبلیو ون اوکانر، نسل قلم: کهکشان ۱۳۷۵)
- راینر ماریا ریلکه (جی الستون، نسل قلم: کهکشان ۱۳۷۶)
- ترانه‌های پینک فلوید (ترجمه با م. آزاد ثالث ۱۳۷۷)
- شور ذهن (زندگی نامهٔ فروید. نوشتهٔ ایروینگ استون، ترجمه با اکبر تبریزی، مروارید ۱۳۷۸)

## نمونه اشعار
عاشقانه

سلام ای مه سپید
چه زود می‌گذری
من از کویری می‌آیم که به هنگام مهرگان
خواب باران می‌بیند
و گیاهی در آن می‌روید
که در وهم
از تیره گیاهان آبزی است
سلام ای مه سپید
آوای این نبات تشنه، تو را می‌خواند